# Mladinski opus Tomaža Šalamuna
Tomaž Šalamun, slovenski pesnik, 4. julij 1941, Zagreb
V slovenski književnosti je zelo pomemben predstavnik literarne avandgarde. Zelo znan je po svoji pesniški zbirki Poker.

## KAJ JE KAJ
Tomaž Šalamun je napisal veliko pesniških zbirk in med njimi je tudi mladinska pesniška zbirka z naslovom Kaj je kaj. Zgrajena je iz šestih malo daljših pesmi z naslovi: Jon, Kaj je kaj, Pes,4. pesem nima naslova, Mama, plavanje in ribe ter Gobe in noge.

## POSAMEZNE PESMI V ZBIRKI
1. Jon
Zgradba: 
3 kitice, 1. in 2. devetvrstični, 3. šestvrstična, preprosta zgradba, brez velikih začetnic, kot ločilo uporabljen samo vprašaj
Interpretacija:
Zapisana je kot nekakšen dvogovor;nekdo postavlja vprašanja, drugi (Jon) pa skuša nanje odgovarjati. Vendar pa odgovori nikoli niso taki kot bi jih pričakovali. Na začetku pomislimo, da je Jon kakšen otrok, vendar ugotovimo, da ni. Pojavi se vprašanje kdo oziroma kaj sploh je Jon. Glede na to, da je zbirka napisana za otroke, si lahko vsak otrok ustvari svojo sliko in predstavo o tem kaj oziroma kdo je Jon. Prav tako si lahko sam zariše dogajanje. Pisatelj da otroku popolno svobodo, ker Jon lahko predstavlja prav vsako stvar v naši okolici.
2. Kaj je kaj
Zgradba: 
2 štirivrstični kitici, brez ločil,velikih začetnic, preprosta zgradba
Interpretacija:
Pesnik se v tej pesmi poigrava z besedo čedno.Z igro besed nam želi prikazati vizualni svet in hvali stvari okoli sebe in govori, da so čedne.
3. Pes
Zgradba:
4 kitice, 1. in 2. štirivrstični, 3. in 4. trivrstični, uporablja veliko začetnico in ločila
Interpretacija:
Glavni lik v pesmi predstavlja psa, ki je zapuščen, osamljen, skratka potepuški pes. Je kar najde, ker je lačen. Pes se zdi čuden , ker brezciljno tava okoli.
4. pesem nima naslova
Zgradba:
4 trivrstične kitice, različno dolgi verzi, uporablja veliko začetnico in ločila
Interpretacija:
Pesmi bi lahko dali naslov zajčki, ker govori o tem, kaj delajo zajčki.
5. Mama, plavanje in ribe
Zgradba: 
4 kitice,1. in 3. štirivrstični, 2. dvovrstična, 4. trivrstična, ločila in velika začetnica, različno dolgi verzi
Interpretacija:
Opisuje otroka, ki si zelo želi plavati. Celotna pesem je napisana kot potek, kako se otrok uči plavati. Istočasno pa spoznava morski svet, ki mu postane všeč.
6. Gobe in noge
Zgradba: 
12 dvovrstičnih kitic,velika začetnica, ločila, poljubno dolgi verzi
Interpretacija:
Otroci so zadovoljni že z malimi stvarmi (muca, štrik, peška...)in se znajo z njimi zamotiti. Pisatelj se postavi v vlogo otroka in opisuje, kako bo šel nabirat gobe. Zopet je opisan potek nabiranja gob in kako se je treba obnašati.

## SLOG PISANJA
Tudi v tej pesniški zbirki se pisatelj, kot v ostalih zbirkah, poigra z besedami. Kitice in pesmi so poljubno dolge, prav tako verzi. Včasih so opuščena tudi vsa druga slovnična pravila (ločila, velika začetnica).
Pisatelj je verjetno napisal to pesniško zbirko z namenom, da otroke kaj novega nauči, jim pokaže nekatere stvari. Prikaže jim na primer učenje plavanja, nabiranja gob. Verjetno pa jih tudi pozvati k opazovanju in občudovanju okolice.

## VIRI
Kaj je kaj/ Tomaž Šalamun,Radovljica: Didakta, 2005